# Hymenostegia ngounyensis
Hymenostegia ngounyensis är en ärtväxtart som beskrevs av François Pellegrin. Hymenostegia ngounyensis ingår i släktet Hymenostegia och familjen ärtväxter. Inga underarter finns listade i Catalogue of Life.